# Prologue (álbum de Renaissance)
Prologue es el tercer álbum de la banda de rock progresivo británica Renaissance, lanzado en 1972.
Es el primer disco donde participa con el grupo la vocalista Annie Haslam.

## Lista de canciones
1. "Prologue" (5:39) 
2. "Kiev"  (7:39) 
3. "Sounds of the Sea"  (7:09) 
4. "Spare Some Love"  (5:05) 
5. "Bound for Infinity"  (4:17) 
6. "Rajah Khan"  (11:14)

## Integrantes
- Annie Haslam - voces, percusión
- Rob Hendry - guitarra eléctrica y acústica, coros
- John Tout - teclados, coros, arreglos.
- Jon Camp - bajo eléctrico, coros
- Terence Sullivan - batería, voces

Músicos invitados:
- Michael Dunford - composición y arreglos
- Francis Monkman - VCS3 sintetizador